# ديفيد ليم
ديفيد ليم (بالإنجليزية: David Lim) هو سباح سنغافوري، ولد في 8 سبتمبر 1966.

## روابط خارجية
- ديفيد ليم على موقع الاتحاد الدولي للسباحة (الإنجليزية)
- ديفيد ليم على موقع SwimRankings.net (الإنجليزية)
- ديفيد ليم على موقع اللجنة الأولمبية الدولية (الإنجليزية)
- ديفيد ليم على موقع أوليمبيديا (الإنجليزية)
- ديفيد ليم على موقع اللجنة الأولمبية السنغافورية (الإنجليزية)
- ديفيد ليم على موقع اتحاد ألعاب الكومنولث (مؤرشف) (الإنجليزية)